# Gulmaskad turako
Gulmaskad turako (Tauraco rossae) är en fågel i familjen turakor inom ordningen turakofåglar.

## Utseende och läte
Gulmaskad turako är en spektakulärt purpurfärgad turakoer med gult på näbben och i ansiktet samt en buskig röd huvudtofs. I flykten syns stora karmosinröda fläckar på vingarna. Arten liknar violett turako, men dessa överlappar knappt i utbredningsområde och den senare saknar dessutom rossturakons röda tofs och gula näbb. Lätet består av en mörk stigande och fallande drill som ofta avges i en skränande kör av en hel flock.

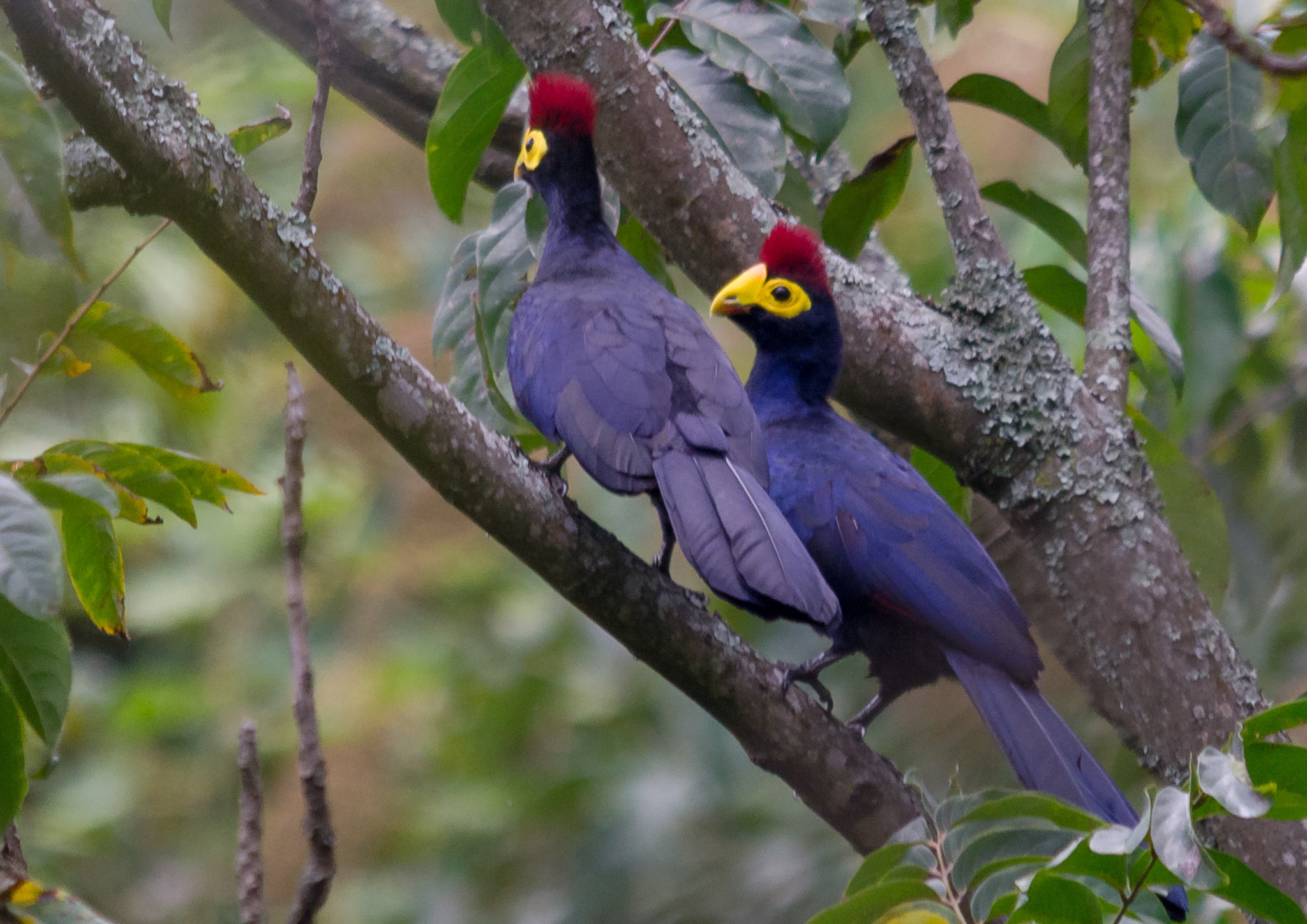

## Utbredning och systematik
Gulmaskad turako förekommer i strandskogar, skogar och skogsmarker i Centralafrika. Den behandlas som monotypisk, det vill säga att den inte delas in i några underarter.

### Släktestillhörighet
Arten placeras traditionellt i Musophaga, men genetiska studier visar att det släktet är inbäddat i Tauraco.

## Status
Arten har ett stort utbredningsområde och beståndet anses stabilt. Internationella naturvårdsunionen IUCN listar den därför som livskraftig (LC).

## Namn
Fågelns vetenskapliga artnamn hedrar Lady Eliza Solomon Ross (född Bennett, död 1890), andra fru till generalmajoren Sir Patrick Ross (död 1850) som var guvernör på St. Helena 1846-1850. Fram tills nyligen kallades den rossturako även på svenska, men justerades 2022 till ett enklare och mer informativt namn av BirdLife Sveriges taxonomikommitté.